# Eulasia bombyliformis
Eulasia bombyliformis är en skalbaggsart som beskrevs av Peter Simon Pallas 1781. Eulasia bombyliformis ingår i släktet Eulasia och familjen Glaphyridae.

## Underarter
Arten delas in i följande underarter:
- E. b. pygidialis
- E. b. athenae